# Политически клуб „Тракия“
Политически клуб „Тракия“ е патриотична политическа партия в България, основана през 2001 г. Председател на партията е Стефан Начев.
ПК „Тракия“ заявява, че изповядва принципите и ценностите на националното тракийско движение и на неговите обществено-патриотични структури – Съюз на тракийските дружества в България, Тракийски научен институт, Тракийски женски съюз, Тракийски младежки съюз, тракийски дружества по региони, тракийско спортно движение, Фондация „Капитан Петко войвода“, Централен клуб „Родопи“, Централен клуб на малоазийските тракийски българи, Централен клуб на ветераните тракийци.

## История
Политически клуб „Тракия“ е учреден на 24 януари 2001 г. в София като партийна структура със свой устав, с възможност да се регистрира по Закона за политическите партии и право да участва самостоятелно или в коалиция с други партии в парламентарни и местни избори. Създаването на партията е реализация на идеята за необходимостта от участие на тракийци в парламентарни и местни избори.

## Ръководство
Ръководство според официалния сайт на партията към 5 септември 2022 г.:
- Стефан Начев – председател
- Лазар Япаджиев – заместник-председател
- Тодор Бояджиев – почетен председател
- Геновева Божкова – член

## Парламентарни избори

### 2022 г.
На парламентарните избори през 2022 г. партията участва в коалиция „БСП за България“ заедно с партиите Българска социалистическа партия и Политически клуб „Екогласност“. Тя участва с бюлетина № 28.